# Wasyl Kamenszczyk

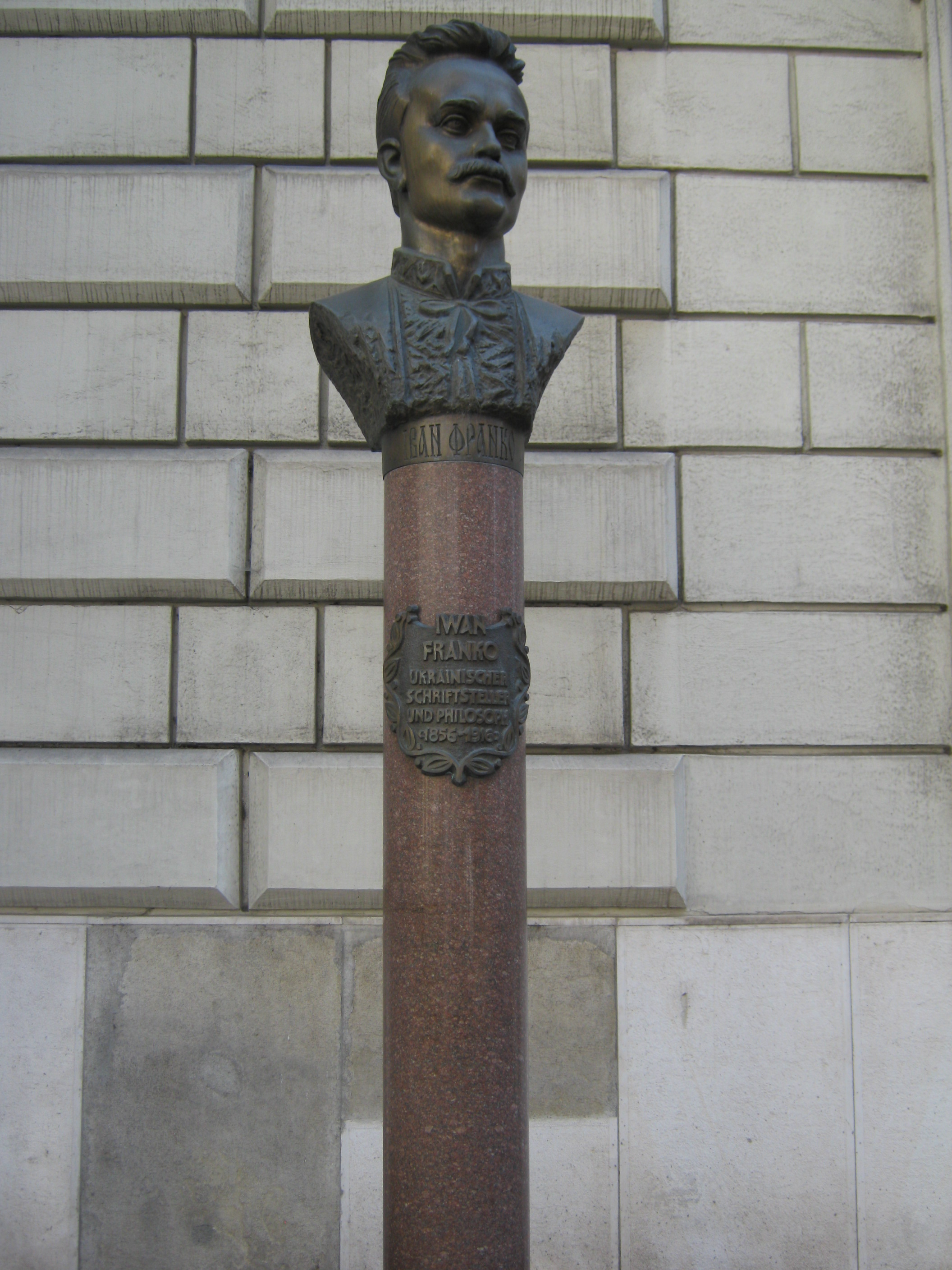
Pomnik Iwana Franki w Wiedniu

Wasyl Wiktorowycz Kamenszczyk, ukr. Василь Вікторович Каменщик (ur. 14 stycznia 1944 w Nowohryhoriwce w obwodzie kirowohradzkim, zm. 27 kwietnia 2023 we Lwowie) – ukraiński architekt.

## Życiorys
Jego rodzicami byli Wiktor i Marta Kamenszczykowie. Gdy był dzieckiem rodzina przeprowadziła się do Stanisławowa. Po ukończeniu szkoły średniej w 1961 roku wyjechał do Lwowa, gdzie rozpoczął studia na Wydziale Inżynierii Lądowej tamtejszej politechniki. Jego praca dyplomowa dotyczyła zastosowania teorii Le Corbusiera w radzieckiej architekturze. Dyplom ukończenia otrzymał w 1967 roku, a następnie rozpoczął pracę w Instytucie Wzornictwa Mistoproekt we Lwowie. Od 1976 roku pełnił funkcję kierownika pracowni artystycznej. Od 1990 roku był profesorem Katedry Rzeźby Monumentalnej w Lwowskiej Narodowej Akademii Sztuki. Od 2002 roku do przejścia na emeryturę w 2006 roku zajmował stanowisko głównego architekta miasta Lwów. Nadal współpracuje z Politechniką Lwowską, gdzie jest ekspertem oceniającym powstające tam projekty. Jest członkiem Związku Architektów Ukrainy, Lwowskiej Obwodowej Ligi Związków Twórczych oraz Lwowskiej Rejonowej Organizacji Memoriał.

## Dorobek architektoniczny
Jest autorem wielu projektów architektonicznych, do najznakomitszych należy Urząd Administracji Podatkowej, Lwowski Pałac Sztuki, gmach Mistoproektu, obiekty użytku publicznego i mieszkaniowe w rejonie sichowskim, sanatorium Perłyna Prykarpattia w Truskawcu. Kierował przebudową pałacu Potockich we Lwowie, zaprojektował pomniki Iwana Franki w Iwano-Frankiwsku i w Wiedniu, Mychajła Hruszewskiego i Wiaczesława Czornowiła we Lwowie oraz Tarasa Szewczenki w Morszynie. Otrzymał tytuł Budowniczego Ukrainy.

## Odznaczenia
- Złota Nagroda Rady Ministrów ZSRR;
- Złoty Medal WDNCh ZSRR;
- Order Przyjaźni (Mongolia);
- Order św. Męczenników Cyryla I Metodego
- Order „Za wierność” im. Wasyla Stusa